# ベンボウ (装甲艦)
| 竣工時の「ベンボウ」。 | |
| 艦歴                   | |
| 発注                   | テムズ鉄工造船所 |
| 起工                   | 1882年11月 |
| 進水                   | 1885年6月] |
| 就役                   | 1888年6月 |
| 退役                   | |
| その後                 | 1909年7月13日に解体処分。 |
| 除籍                   | 1909年 |
| 前級                   | ロドニー級 |
| 次級                   | ヴィクトリア級 |
| 性能諸元               | |
| 排水量                 | 常備：10,600トン |
| 全長                   | -m |
| 水線長                 | 100,6m |
| 全幅                   | 20.9m |
| 吃水                   | 8.5m（満載） |
| 機関                   | 形式不明石炭専焼円缶12基 +モーズレイ式直立型3段膨張式3気筒レシプロ機関2基2軸推進                                                                             |
| 最大出力               | 強制通風：10,860hp 通常：8,658hp |
| 最大速力               | 17.5ノット 通常：15.7ノット |
| 航続距離               | 10ノット/6,300海里 |
| 燃料                   | 石炭：1.200トン（満載） |
| 乗員                   | 523名 |
| 兵装                   | エルジック 41.3cm（30口径）後装式単装砲2基 15.2cm（26口径）単装砲10基 5.7cm（43口径）単装速射砲12基 4.7cm（43口径）単装速射砲7基 35.6cm水上魚雷発射管単装5基 |
| 装甲（鉄製）           | 舷側：178～474mm（水線部） 甲板：76mm（平面部） 主砲バーベット：305～356mm（甲板上部） 副砲ケースメイト：152mm（最厚部） 司令塔：305mm（側盾）、51mm（天蓋） |

ベンボウ (英語: HMS Benbow) は、イギリス海軍の草創期の装甲艦で艦形的に低乾舷に巨砲を持つブレストワーク・モニターの系譜である。本艦は仮想敵国フランス海軍が増強し続ける装甲艦勢への対抗艦として新型の41.3cm砲を搭載された艦である。

## 概要
本艦はロドネー級の改良型として設計・建造された。本来はロドネー級の1隻となるはずであったが、主砲の製造に併せていたら建造が遅れ、その後に41.3cm砲や新型機関を搭載する新型艦に設計が改められた。船体サイズ的に41.3cm砲を前級と同じく連装砲架にすると艦形の肥大化を招くために新設計の単装砲架に改設計した所、34.3cm連装砲よりも重量軽減できたために副砲の15.2cmライフル砲の搭載数を4基増やして10基に改良した。

## 艦容

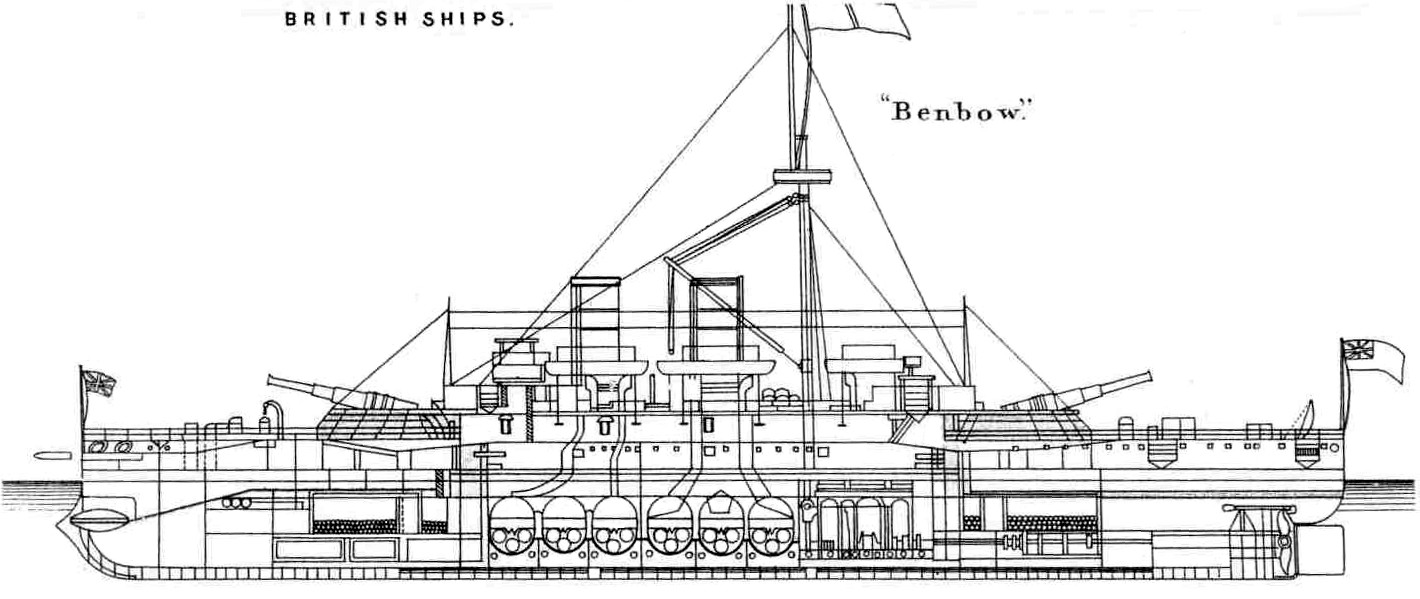
本艦の艦形を示した図

船体形状は前級に引き続き乾舷の低い平甲板型船体となっている。水面から垂直に切り立った艦首水面下に衝角を持ち、平坦な艦首甲板上に41.3cmライフル砲を据えた多角形状に装甲を貼り合わせたバーベットが1基、その背後にから上部構造物が始まり、前部に司令塔の上に両脇に船橋（ブリッジ）を持つ操舵艦橋の背後に直列に並んだ2本煙突とミリタリーマスト1本が立つ。ミリタリーマストとはマストの上部あるいは中段に軽防御の見張り台を配置し、そこに37mm～47mmクラスの機関砲(速射砲)を配置した物である。これは、水雷艇による奇襲攻撃を迎撃するために、遠くまで見回せる高所に対水雷撃退用の速射砲あるいは機関砲を置いたのが始まりである。形状の違いはあれど、この時代の列強各国の大型艦の多くに見られたマストの形態であった。本艦のミリタリーマストは簡素な単脚式で頂部と中段の2段の見張り台が設けられており、4.7cm単装砲を配置した。
構造物の上は煙管型の通風筒が立ち並び、その外側は艦載艇置き場となっていた。艦載艇はミリタリーマストを基部とするクレーン1基と2本1組のボート・ダビッドが片舷3組ずつ計6組により運用された。上部構造物の側面は厚さ152mmの鉄板が貼られ、帆船の舷側砲のように副砲の砲郭（ケースメイト）となっており、艦内に15.2cm速射砲が単装砲架で片舷5基ずつ計10基を搭載していた。
ミリタリー・マストの下に後部見張所で上部構造物は終了し、後部甲板上に後向きで2番主砲のバーベット1基が配置された。本艦の舷側のケースメイト（砲郭部）には舷側ケースメイト配置した。

## 武装
本艦の主砲は新設計の「エルジック 1882年型 Mark I 41.3cm（30口径）後装式ライフル砲」を採用した。その性能は816kgの砲弾を、最大仰角13度で11,430 mまで届かせられ、射距離9,140 mで厚さ81.3mmの鉄板を貫通できる性能であった。この砲を新設計の単装砲架に据え付けた。砲身は砲架に直接固定され、砲身と砲架を丸ごと水圧駆動のアクチュエータで上下させる形式であった。1本あたり110トンもある砲身の俯仰能力は仰角13度・俯角5度で、装填時は砲身を目一杯仰角をかけて砲尾を下げて装填機に近づけてから、ラマー（押し棒）で砲身内に砲弾や装薬を装填した。砲架の旋回角度は単体首尾線方向を0度として左右120度の旋回角度を持ち、砲身の俯仰・砲塔の旋回・砲弾の揚弾・装填は主に蒸気ポンプによる水圧で行われ、補助に人力を必要とした。発射速度は5分間に1発であった。この砲を新設計の単装式の露砲塔に収めた。しかし、主砲の動作性能は良好ではなく発射速度は5分間に1発で遅く、砲身の寿命も34.3cm砲よりも少ない使い勝手の悪い物であった。
砲塔のバーベットは上方から見て洋ナシ形状の奥に向けて尖った楕円筒となっているのは、奥部に砲弾の装填機構や弾薬庫から砲弾を輸送する揚弾筒が砲塔と別個に備わっているためである。既にフランス海軍の主力艦では現代と同様に内部に揚弾筒などの機構を内蔵する物が実用化されているのだが、この頃のイギリス海軍の砲塔旋回機構は構造が複雑であったために別個に設けられたためである。
副砲は「Pattern 1892 15.2cm（26口径）速射砲」を採用した。これを舷側ケースメイト（砲郭）配置で単装砲架で片舷5基ずつ計10基を配置した。他に対水雷艇迎撃用にフランスのオチキス社製「オチキス 4.7cm（43口径）機砲」を採用し、単装砲架で12基を装備した。その他に対艦攻撃用に45.7cm水上魚雷発射管を単装で5基装備した。

## 艦歴
本艦は竣工後の1890年10月にフランス艦隊に対抗すべく、地中海艦隊に配置された。1894年3月からグリーノックで艦隊旗艦を1904年まで務めた後、1909年に除籍後解体処分された。

## 参考図書
- 「世界の艦船増刊第30集　イギリス戦艦史」（海人社）
- 「Conway All The World's Fightingships 1860-1905」（Conway）
- 「Conway All The World's Fightingships 1906–1921」（Conway）